# Antônio Sarto
Antônio Sarto SDB (* 27. Februar 1926 in Lins, São Paulo, Brasilien; † 29. September 2008 in Campinas, São Paulo) war ein römisch-katholischer Geistlicher und Bischof von Barra do Garças.

## Leben
Antônio Sarto trat der Ordensgemeinschaft der Salesianer Don Boscos bei, legte am 2. März 1941 die Profess ab und studierte von 1942 bis 1944 Philosophie in Lorena, von 1948 bis 1951 Theologie in São Paulo. Er empfing am 1. Juni 1951 die Priesterweihe am Hauptsitz des Ordens in Turin. Bis 1971 war er Studiendirektor verschiedener Kollegs in São Paulo, 1971 war er zum Provinzökonom der Provinz São Paulo bestimmt worden.
Papst Paul VI. ernannte ihn am 24. Mai 1971 zum Titularbischof von Arae in Mauretania und bestellte ihn zum Koadjutor der Prälatur Porto Velho. Die Bischofsweihe spendete ihm am 15. August 1971 der Apostolische Nuntius in Brasilien und spätere Kardinal, Umberto Mozzoni; Mitkonsekratoren waren Bischof João Batista Costa SDB, Prälat von Porto Velho, und Bischof Miguel d’Aversa SDB, Prälat von Humaitá im  Amazonasgebiet. Sein Wahlspruch war „Ex hominibus, pro hominibus“ („Von den Menschen, für die Menschen“).
Papst Johannes Paul II. ernannte ihn mit Erhebung der Prälatur Porto Velho zum Bistum 1979 zum Koadjutorbischof. Am 25. März 1982 erfolgte die Ernennung zum ersten Bischof des neuerrichteten Bistums Barra do Garças. Seinem altersbedingten Rücktrittsgesuch gab Papst Johannes Paul II. am 23. Mai 2001 statt. 
2007 veröffentlichte er die Überarbeitung der Übersetzung des Lexikons „Lexicon – Termos ambíguos e discutidos sobre família, vida e questões éticas“ über die Familie, Leben und ethische Fragen ins Portugiesische, herausgegeben vom Päpstlichen Rat für die Familie.
Er starb an den Folgen einer Krebserkrankung. Bischof Sarto wurde in Campinas beigesetzt.